# Гаверина Терме
Гаверина Терме (итал. Gaverina Terme) је насеље у Италији у округу Бергамо, региону Ломбардија.
Према процени из 2011. у насељу је живело 358 становника. Насеље се налази на надморској висини од 494 м.

## Становништво
| 1936. | 1951. | 1961. | 1971. | 1981. | 1991. | 2001. | 2011. |
| ----- | ----- | ----- | ----- | ----- | ----- | ----- | ----- |
| 1.036 | 1.220 | 1.140 | 977   | 888   | 829   | 906   | 871   |